# Dumbrava, Mehedinți
Dumbrava là một xã thuộc hạt Mehedinți, România. Dân số thời điểm năm 2002 là 1908 người.